# Idiodes flexilinea
Idiodes flexilinea är en fjärilsart som beskrevs av W. Warren 1898. Idiodes flexilinea ingår i släktet Idiodes och familjen mätare. Inga underarter finns listade i Catalogue of Life.